# Gremmeniella
Gremmeniella is een geslacht van schimmels behorend tot de familie Godroniaceae. De typesoort is Gremmeniella abietina.

## Soorten
Volgens Index Fungorum telt dit geslacht vier soorten (peildatum april 2023):
| Soortnaam                                      | Auteur(s)                                     | Publicatiejaar |
| ---------------------------------------------- | --------------------------------------------- | -------------- |
| Gremmeniella abietina (Naaldhoutzwermkommetje) | (Lagerb.) M. Morelet                          | 1969           |
| Gremmeniella balsamea                          | Lafl. & Smerlis                               | 2012           |
| Gremmeniella laricina                          | (Ettl.) Petrini, L.E. Petrini, Lafl. & Ouell. | 1989           |
| Gremmeniella pinicola                          | (Tak. Kobay. & H. Kondo) M. Morelet           | 1995           |